# San Benito (Surigao del Norte)
San Benito is een gemeente in de Filipijnse provincie Surigao del Norte op het eiland Siargao. Bij de laatste census in 2007 had de gemeente ruim 5 duizend inwoners.

## Geografie

### Bestuurlijke indeling
San Benito is onderverdeeld in de volgende 6 barangays:
| - Bongdo - Maribojoc - Nuevo Campo - San Juan - Santa Cruz - Talisay |

## Demografie
San Benito had bij de census van 2007 een inwoneraantal van 5.275 mensen. Dit zijn 525 mensen (11,1%) meer dan bij de vorige census van 2000. De gemiddelde jaarlijkse groei komt daarmee uit op 1,46%, hetgeen lager is dan het landelijk jaarlijks gemiddelde over deze periode (2,04%). Vergeleken met de census van 1995 is het aantal mensen met 777 (17,3%) toegenomen.

De bevolkingsdichtheid van San Benito was ten tijde van de laatste census, met 5.275 inwoners op 45,63 km², 98,6 mensen per km².